# کارلو میکلوتسی
کارلو میکلوتسی (ایتالیایی: Carlo Micheluzzi؛ ۱۰ مه ۱۸۸۶ – ۲۱ نوامبر ۱۹۷۳) بازیگر اهل ایتالیا بود.
از فیلم‌هایی که وی در آن نقش داشته‌است، می‌توان به ما هفت خواهر بودیم و داستان عشق اشاره کرد.